# Carl Friedrich Gauss
Karl Friedrich Gauß (transcris în mod tradițional Gauss, latinizat Carolo Friderico Gauss; n. 30 aprilie 1777, Braunschweig, Sfântul Imperiu Roman – d. 23 februarie 1855, Göttingen, Confederația Germană) a fost un matematician, fizician și astronom german, celebru pentru lucrările despre integralele multiple, magnetism și sistemul de unități care îi poartă numele.
Este considerat unul dintre cei mai mari oameni de știință germani.

## Biografie
La vârsta de 7 ani a început școala primară și a fost remarcat foarte repede de Büttner și Martin Bartels, aceștia continuând să îi fie profesori și în gimnaziu. La 10 ani, deja cunoștea probleme de analiză superioară, precum și limbile clasice (latină, greacă) și cele moderne (engleză, franceză, italiană, spaniolă, rusă).
După ce a primit o aprobare de la ducele de Braunschweig, Gauss a intrat la Colegium Carolinum în 1792, unde a redescoperit legea lui Bode, teorema binomială și teorema numerelor prime și îi studiază aprofundat pe Newton, Euler și Lagrange.
În 1795 Gauss a părăsit orașul Braunschweig pentru a studia la Universitatea Göttingen. Profesorul lui Gauss a fost Abraham Gotthelf Kästner, pe care Gauss l-a provocat de multe ori. Acolo l-a cunoscut în 1799 pe Farkas Bolyai, cu care a întreținut o intensă corespondență.
În 1798 a plecat din Göttingen fără diplomă, iar în 1799 s-a reîntors în oraș. În acest timp a făcut una dintre cele mai importante descoperiri ale lui, și anume: construcția unui poligon cu 17 laturi folosind numai rigla și compasul. Acesta era considerat cel mai mare avans în acest domeniu, de la matematicienii Greciei antice.
Ducele de Braunschweig a fost de acord ca Gauss să își continue munca, dar a pus condiția ca acesta să susțină o lucrare de doctorat la Universitatea din Helmstedt, unde în 1799 obține doctoratul în matematică.
Îndrumătorul lui Gauss a fost ales Johann Friedrich Pfaff, la rândul lui, fost elev al lui Kästner.
În 1800 devine director al Observatorului Astronomic din Göttingen.
În 1801 publică Disquisitiones Arithmeticae, iar în iunie 1801, astronomul austriac Zach, pe care Gauss îl cunoscuse cu doi sau trei ani în urmă, publică poziția orbitală a lui Ceres, o nouă „planetă mică”. Acest asteroid fusese descoperit anterior de Piazzi, un astronom italian, pe 1 ianuarie 1801, dar care nu a putut fi observat temeinic. Zach a publicat mai multe predicții, incluzând una a lui Gauss care diferea mult de celelalte. Când Ceres a fost redescoperită de Zach pe 7 decembrie 1801, se află aproape exact unde prevăzuse Gauss.
În iunie 1802 Gauss îl vizitează pe Olbers care descoperise asteroidul Pallas în luna martie a aceluiași an și căruia Gauss îi cerceta orbita. Olbers a cerut ca Gauss să devină director al viitorului Observator din Göttingen, dar nu a avut succes. Gauss începe să corespondeze cu Bessel, pe care nu îl întâlnește până în 1825.
Pe 9 octombrie 1805 Gauss se căsătorește cu Johanna Ostoff. Binefăcătorul sau, Ducele de Braunschweig, a fost ucis luptând în armata prusacă, iar în 1807 Gauss părăsește Braunschweigul pentru a ocupa postul cerut anterior de Olebers, acela de director al Observatorului din Göttingen.
Anii 1808-1809 au fost grei pentru Gauss, fiind lovit de trei decese consecutive. În 1808 a murit tatăl său, pentru ca apoi să moară și soția sa Johanna, la nașterea celui de-al doilea copil, care de altfel și-a pierdut și el viața, la puțin timp după mamă. Gauss se însoară pentru a doua oară anul următor cu Minna, prietena cea mai buna a Johannei, cu care a avut trei copii.
Munca nu a fost foarte afectată de viața personală. El își publică cea de-a doua lucrare Theoria motus corporum coelestium in sectionibus conicis Solem ambientium, în 1809, un tratat major de două volume despre mișcarea corpurilor cerești.
O mare parte din timp Gauss și-a petrecut-o la noul observator, terminat în 1816. Publicațiile sale din această perioadă includ Disquisitiones generales circa seriem infinitam, o tratare riguroasă seriilor, Methodus nova integralium valores per approximationem inveniendi, un eseu practic pentru aproximarea integralelor, Bestimmung der Genauigkeit der Beobachtungen, o discuție despre estimatorii statistici și Theoria attractionis corporum sphaeroidicorum ellipticorum homogeneorum methodus nova tractata, operă inspirată de metodele geodeziei. În 1818 i se cere un studiu geodezic al ținutului Hanovrei, studiu pe care Gauss îl acceptă. Datorită acestui studiu, măsurătorile fiind efectuate de Gauss, inventează heliotropul care funcționa reflectând razele solare utilizând un ansamblu de oglinzi și un mic telescop.
După 1820 Gauss devine din ce în ce mai interesat de geodezie, astfel încât în 1822 câștigă Premiul Universității din Copenhaga, pentru studiul asupra problemelor geodeziei. De asemenea este interesat de geometria diferențială și publică Disquisitiones generales circa superficies curva, opera sa cea mai cunoscută în acest domeniu.
Anii 1817-1832 aveau să fie din nou triști pentru Gauss, pentru că, în 1839, moare mama sa, iar el se ceartă cu soția sa din cauza unui post oferit lui Gauss în Berlin. Lui Gauss însă nu i-a plăcut niciodată să se mute și a decis să rămână în Göttingen, fiind în mai multe rânduri decan al facultății din acel oraș.
În 1831 cea de-a doua soție a lui Gauss a murit dupa o boală îndelungată.
În 1832 el și Wilhelm Eduard Weber au început să studieze teoria magnetismului terestru, iar până în 1840 scrie trei articole importante despre acest subiect: Intensitas vis magneticae terrestris ad mensuram absolutam revocata (1832), Allgemeine Theorie des Erdmagnetismus (1839) și Allgemeine Lehrsätze in Beziehung auf die im verkehrten Verhältnisse des Quadrats der Entfernung wirkenden Anziehungs- und Abstossungskräfte (1840). În 1837 Weber a fost forțat să părăsească Göttingen, dar până atunci cei doi au reușit numeroase descoperiri printre care : legile lui Kirchhoff, un telegraf primitiv, ș.a.
Unul dintre studenții săi valoroși a fost viitorul matematician August Ferdinand Möbius.
Din 1850, munca lui Gauss a fost aproape în întregime de natură, iar ultimul său schimb de idei cunoscut a fost cu Gerling. A fost de asemenea în stare să ia parte la deschiderea liniei ferate care lega Hanovra și Göttingen, dar aceasta s-a dovedit a fi și ultima sa ieșire în public. Sănătatea sa s-a deteriorat încet iar Gauss a murit în somn în dimineața zilei de 23 februarie 1855.
Gauss a fost membru al Societății de Științe (1825) și al Academiei de Științe din Paris.

## Operă
Scrierile lui Gauss (404 la număr, doar 178 publicate) sunt destinate mai multor domenii, de la discipline ale matematicii, fizicii și până la geodezie, sau astronomie. A fost în general un solitar, lucru deprins din copilărie, reținându-și mare parte din gânduri, temându-se pentru reputația sa, astfel neîmpărtășindu-și ideile comunității științifice decât atunci când era foarte sigur de demonstrația lui. Se apleca asupra unor domenii restrânse, față de restul adoptând o atitudine rece, ca de gheață (așa cum îi arăta Humboldt lui Schumacher, într-o scrisoare din 18 octombrie 1828). Nu îi plăceau disputele, nici formalitățile, iar dacă ar fi dorit, ar fi putut fi un excelent profesor iar ideile sale prezente în notițe, însemnări, ar fi grăbit dezvoltarea matematicii. Un conservator și un naționalist, Gauss, își admira înaintașii, așa numiții cercetători-aristocrați, cei care fără griji materiale, se puteau dedica științei având având asigurată securitatea financiară. Geniul său se oprea însă la granița științei, preferând lectura ușoară, fără autori la modă în vremea sa Goethe, Schiller, sau Shakespeare.
Richard Dedekind, unul din studenții săi, l-a caracterizat astfel :
„De obicei lua o atitudine confortabilă, privind în jos, puțin încovoiat, cu mâinile încrucișate. Vorbea liber, foarte clar, simplu, dar când voia să accentueze un nou punct de vedere... atunci își ridica capul, se întorcea către unul care ședea alături și se uita la el cu frumoșii și pătrunzătorii săi ochi albaștri în timpul discursului emfatic... Dacă pornea de la explicarea unor principii până la formule matematice, atunci se ridica, și într-o postura dreaptă, maiestuoasă, scria pe o tablă de lângă el cu scrisul său frumos; întotdeauna continua cu economia. Pentru exemplele numerice, pe a căror completare riguroasă el punea mare valoare, el aducea datele necesare pe bilețele.”

### Matematică

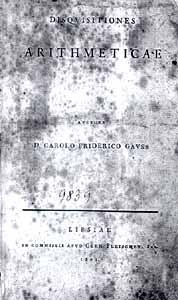
Disquisitiones Arithmeticae, prima lucrare a lui Gauss

Spirit precoce, a debutat de la 10-12 ani prin studiul seriei binomiale.
De asemenea, și-a uimit profesorii din școala primară prin găsirea unei metode de calcul a sumei întregilor până la 100 astfel: 1 + 100 = 101, 2 + 99 = 101, 3 + 98 = 101, astfel încât e nevoie doar de făcut calculul: 50 × 101 = 5050.
În liceu s-a ocupat de teoria numerelor complexe, iar în teza sa de doctorat (1795) a introdus reprezentarea geometrică a acestora.
Între 1834 și 1837, s-a ocupat de resturile pătratice, cu determinarea numărului de clase al formelor pătratice, de numere transcendente.
La 17 ani a descoperit metoda celor mai mici pătrate.
Opera se axează pe teoria numerelor (fiind considerat creatorul acestui domeniu), analiză matematică, geometrie diferențială, sau statistică, Gauss publicându-și doar o parte din cercetări, într-un stil spartan, astfel încât erau puțini cititori ai operei sale în acele vremuri.
De asemenea, a studiat teoria congruențelor modulo, aproximarea fracțiilor zecimale, a completat tabelul numerelor prime.
A făcut distincție între congruențele algebrice și cele transcendente și indicat o metodă directă pentru rezolvarea congruențelor binome.
În teoria numerelor a introdus semnul de congruență, de apartenență, cel al izomorfismului, iar cel mai important, axiomatizarea acestui domeniu, operă desăvârșită de către Emmy Noether, cercetările fiind continuate de Dirichlet.
În 1825 a redactat prima demonstrație completă și riguroasă a celebrei Theorema aureum, adică legea reciprocității resturilor pătratice, ulterior cunoscută sub numele de lema lui Gauss.
Aceasta este legată de teorema congruențelor și fusese remarcată de Euler încă din 1772.
Referitor la algebra, în teza sa de doctorat a demonstrat teorema fundamentală a algebrei (1799), enunțată încă din 1629 de Albert Girard și demonstrată incomplet de D'Alembert și Euler.
În 1801 a creat determinanții, iar în 1812 a introdus seria hipergeometrică.
În teoria geometriei diferențiale, a obținut formulele fundamentale ale suprafețelor, curbura totală și reprezentarea sferică a acestora.
În 1813 a studiat suprafețelor omofocale de ordinul al doilea.
De asemenea, s-a ocupat de studiul triunghiurilor areolar-raționale, de problema Snellius-Pothenot și de cea a triunghiului care ulterior va fi numit triunghiul lui Pompeiu.
S-a arătat interesat și de existența unei geometrii neeuclidiene, discutând lucrul acesta cu Farkas Bolyai, Gerling sau Schumacher. Când fiul lui Farkas Bolyai, János, descoperă geometria neeuclidiană în 1829, Gauss îi scrie lui Farkas Bolyai: „A-i lăuda munca ar însemna să mă laud pe mine, deoarece conținutul lucrării... coincide aproape cu meditațiile mele, gânduri care mi-au ocupat mintea în ultimii 35 de ani”.
Opere importante: 
- Disquisitiones Arithmeticae,(1801) o lucrare în șapte secțiuni dedicată teoriei numerelor, în afară de ultima parte, dedicată celebrului său poligon cu 17 laturi;
- Disquisitiones generales circa seriem infinitam, un tratat riguros asupra seriilor, și o introducere a funcțiilor hipergeometrice;
- Methodus nova integralium valores per approximationem inveniendi, un eseu asupra aproximării integralelor;
- Bestimmung der Genauigkeit der Beobachtungen (1816), o analiză asupra eficienței estimatorilor statistici
- Theoria combinationis observationum erroribus minimis obnoxiae (1823), lucrare dedicată statisticii, în particular ultimei metode de aproximare a pătratelor perfecte;
- Disquisitiones generales circa superficies curva (1828), dedicată geometriei diferențiale, fiind opera sa cea mai cunoscută în acest domeniu;

### Fizică
În urma obținerii siguranței financiare după 1820, prin mărirea salariului de la Observator, Gauss are timp să se ocupe mai mult de știință. Gauss vedea în fizică o extensie a matematicii, explicând fenomene prin riguroase demonstrații matematice, combinate cu date luate din experimente desfășurate pe teren sau la Observator. Cel care i-a stârnit interesul pentru fizică a fost Alexander von Humboldt, printr-o invitație la o convenție a oamenilor de știință, la Berlin în 1828, de altfel singura convenție la care a participat Gauss în viața lui și unde Gauss l-a întâlnit pe Weber. Alături de Weber, după sosirea acestuia ca profesor de fizică la Göttingen, studiază magnetismul, studiu încununat cu trei opere valoroase, publicate în 1832, 1839 și 1840. Studiile sale în domeniul fizicii, se diminuează după plecarea forțată a lui Weber din 1838.
Scrieri în domeniul fizicii :

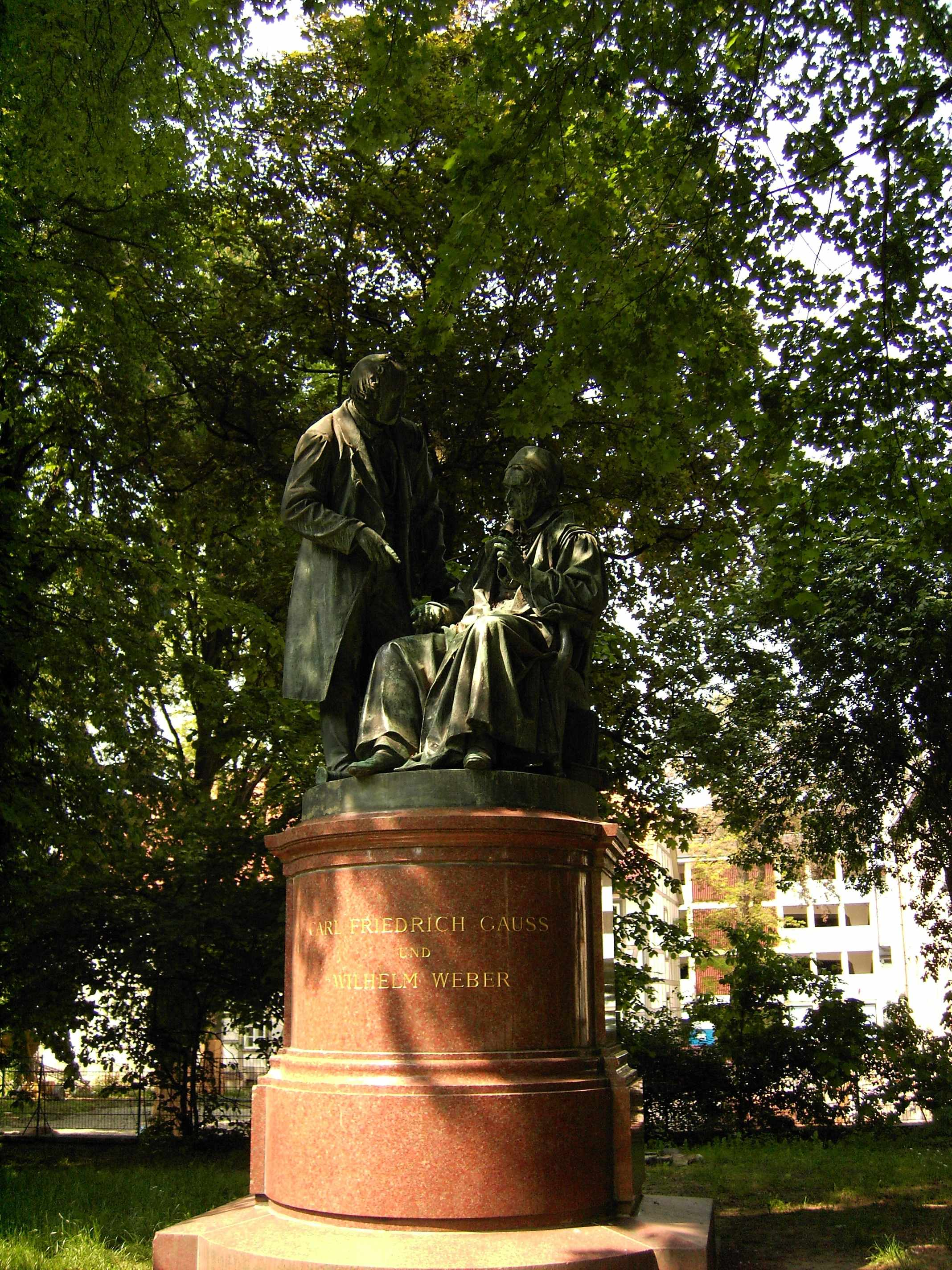
Gauss și Weber, monument din Göttingen

- Uber ein neues allgemeines Grundgesiz der Mechanik (1829), un studiu de mecanică, în care Gauss își prezintă principiul constrângerii minime;
- Principia generalia theoriae figurae fluidorum in statu aequilibrii (1829), un studiu al forțelor de atracție;
- Intensitas vis magneticae terrestris ad mensuram absolutam revocata (1832), prezentare a unor metode de calcul al câmpului magnetic terestru;
- Göttingische gelehrte Anzeigen (1834), o descriere a unui sistem telegrafic, conceput împreună cu Weber.
- Allgemeine Theorie des Erdmagnetismus (1839), cea mai importantă operă a sa în domeniul fizicii, prezentând teoria potețialului oricărui punct de pe glob;
- Allgemeine Lehrsätze in Beziehung auf die im verkehrten Verhältnisse des Quadrats der Entfernung wirkenden Anziehungs- und Abstossungskräfte (1840), o fundamentare matematică a operei din 1839;
- Dioptrische Untersuchungen  (1841), un studiu în domeniul opticii

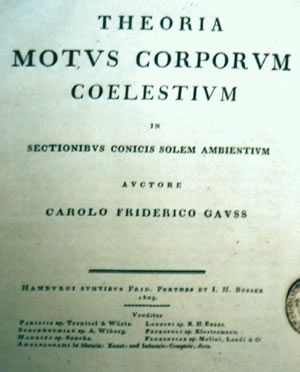
Theoria motus corporum coelestium in sectionibus conicis Solem ambientium, principala lucrare a lui Gauss în Astronomie

### Astronomie
Interesul lui Gauss față de astronomie a început încă din vremea studenției, iar în 1806, acceptă postul de director al Observatorului din Göttingen, precum și de lector la catedra de Astronomie a Universității din Göttingen. O mare parte din timp Gauss și-o va petrece noul Observator, terminat în 1816. Gauss își câștigă respectul comunității științifice prin estimarea corectă, folosind metoda de aproximare a celor mai mici pătrate, metodă nedezvăluită atunci, a orbitei asteroidului 1 Ceres, asteroid care fusese observat de Giuseppe Piazzi în mai multe rânduri.
Calcule similare va efectua și pentru alți trei asteroizi: Pallas, Juno, Vesta.
Deși contribuția în domeniul astronomiei teoretice se oprește după 1817, Gauss continuă să facă observații până la vârsta de 70 de ani. 
Opere importante: 
- Theoria motus corporum coelestium in sectionibus conicis Solem ambientium, (1809) este un tratat major în două volume despre mișcarea corpurilor cerești. În primul volum discută despre ecuațiile diferențiale, secțiuni conice și orbite eliptice, în timp ce în al doilea volum, partea principală a operei, arată cum se poate estima și apoi îmbunătăți calculul orbitei unei planete.

### Geodezie
Gauss își începe studiile serioase ale geodezie din 1817, deși încă din 1799 publicase un studiu într-o publicație Allegmeine geographische Ephemeriden. Studiul său asupra regiunii Hanovrei a fost aprobat în 1820 deși, din 1818 Gauss începuse studiul pe teren. Ca urmare a acestui studiu, inventează heliotropul, un dispozitiv care reflecta razele soarelui după o anumită direcție, măsurabilă. Lucrul pe teren la acest studiu, i-a fost inspirație pentru numeroase scrieri din geometrie, fizică și statistică.
Opere inspirate de studiile geodezice:
- Theoria attrationis corporum sphaeroidicorum ellipticorum homogeneorum methodus nova tractata (1822) o teorie a potențialului, operă cu care Gauss câștigă Premiul Universității din Copenhaga;
- Untersuchungen über Gegenständ der höhern Geodäsie studiu care a stat la baza proiecției Gauss-Krueger.